# Hidalgo megye (Texas)
Hidalgo megye az Amerikai Egyesült Államokban, azon belül Texas államban található. Megyeszékhelye Edinburg, legnagyobb városa McAllen. Lakosainak száma 870 781 fő (2020. április 1.). Hidalgo megye Brooks, Starr, Kenedy, Willacy és Cameron megyékkel határos.

## Népesség
A megye népességének változása:
| Lakosok száma | 779 271 | 794 521 | 805 975 | 815 996 | 842 304 | 870 781 |
|               | 2010    | 2011    | 2012    | 2013    | 2015    | 2020    |